# New in Chess
New In Chess (o, en acrònim: NIC) (OCLC 20735159) és una revista d'escacs que s'edita vuit cops l'any, dirigida pel Gran Mestre Jan Timman i per Dirk Jan Ten Geuzendam. Publica partides de jugadors d'elit i de prodigis dels escacs, comentades per ells mateixos. Hi col·laboren habitualment jugadors com Vladímir Kràmnik, Viswanathan Anand, Péter Lékó, Judit Polgár, Magnus Carlsen, i Sergei Karjakin.
New In Chess també publica Yearbooks quatre vegades l'any, que contenen articles de teoria escaquística en general i sobre obertures en particular. NIC fa servir el seu propi sistema de classificació d'obertures, un sistema que és en evolució constant, en un esforç per mantenir-se al dia de les novetats que es produeixen en aquest camp. Per exemple, FR 16.6 és la Variant Tarrasch de la defensa Francesa inclòs el moviment 10...g5 i el "Survey" (article teòric) al respecte, escrit per Tim Harding va aparèixer al Yearbook 32 (de 1994). NIC publica també llibres d'escacs, en anglès.

## Llibres destacats publicats per NIC
- Max Euwe i Jan Timman, Fischer World Champion!, 2002, ISBN 978-90-5691-095-2.
- Sossonko, Guennadi. The Reliable Past.  New in Chess, 2003. ISBN 90-5691-114-7.

- Timman, Jan. Curaçao 1962: The Battle of Minds that Shook the Chess World.  New in Chess, 2005. ISBN 90-5691-139-2.

- van Perlo, Gerardus C. Van Perlo's Endgame Tactics.  New In Chess, 2006. ISBN 978-90-5691-168-3. (Guanyador del premi Book of the Year de la Federació Anglesa d'Escacs)

- Sossonko, Guennadi. Smart Chip from St. Petersburg: And Other Tales of a Bygone Chess Era.  New in Chess, 2006. ISBN 9056911694.

- Donner, Jan Hein. The King: Chess Pieces.  New in Chess, 2006. ISBN 9056911716.

- Moskalenko, Viktor. The Fabulous Budapest Gambit.  New In Chess, 2007. ISBN 978-90-5691-224-6.

- Karolyi, Tibor; Aplin, Nick. Endgame Virtuoso Anatoly Karpov.  New In Chess, 2007. ISBN 978-90-5691-202-4.

- Komarov, Dmitri; Djuric, Stefan; Pantaleoni, Claudio. Chess Opening Essentials, Vol. 1: The Complete 1.e4.  New In Chess, 2008. ISBN 978-90-5691-203-1.

- de la Villa, Jesús. 100 Endgames You Must Know: Vital Lessons for Every Chess Player.  New in Chess, 2008. ISBN 978-90-5691-244-4.

- de la Villa, Jesús. Dismantling the Sicilian.  New in Chess, 2009. ISBN 978-90-5691-294-9.